# Кузинато, Илария
Илария Кузинато (род. 5 октября 1999 года) — итальянская пловчиха. Серебряный медалист Чемпионата Европы (2018). Призёр Универсиады 2019 года. Родилась в Читтаделла.

## Карьера
На Чемпионате Европы в Глазго на дистанции 400 метров комплексным плаванием завоевала серебряную медаль с результатом 4:35.05.
На летней Универсиаде 2019 года в Неаполе, на дистанции 400 метров комплексным плаванием, завоевала бронзовую медаль, уступив победительнице 3.85 секунды.
В декабре 2019 года, в Глазго, на чемпионате Европы по плаванию на короткой воде, на дистанции 400 метров комплексным плаванием с результатом 4:29,13, итальянская спортсменка завоевала бронзовую медаль.  